# Navigazione d'altura
La navigazione alturiera, o navigazione d'altura, è la navigazione alla quale sono abilitate le unità iscritte nel registro delle navi maggiori dei compartimenti marittimi o uffici circondariali marittimi.
In Italia il limite in riferimento alla distanza dalla costa, oltre il quale inizia l'altura, è la distanza di venti (20) miglia nautiche. Entro le venti miglia e fino ad un massimo di venti miglia, si parla ancora di navigazione costiera. 